# Jesse White
Pour les articles homonymes, voir White.
Jesse White (parfois crédité Jessie White) est un acteur américain, de son vrai nom Jesse Marc Weidenfeld, né à Buffalo (État de New York) le 3 janvier 1917, mort d'une crise cardiaque à Los Angeles (Californie) le 9 janvier 1997.

## Biographie
Jesse White débute au théâtre en 1932 et se produit entre 1943 et 1970 à Broadway (dans des pièces et comédies musicales), où son rôle le plus connu est celui de Duane Wilson dans la pièce Harvey, qu'il crée en 1944 (aux côtés de Frank Fay et Josephine Hull) puis reprend en 1970 (avec Helen Hayes et James Stewart). Dans l'intervalle, il participe également (toujours dans ce rôle) à l'adaptation au cinéma en 1950, avec Josephine Hull et James Stewart (remplaçant Frank Fay).
Au cinéma, il tourne son premier film en 1947 et son dernier en 1993 (mentionnons Chère Brigitte en 1965, avec Brigitte Bardot, ainsi que quelques réalisations de Stanley Kramer).
À la télévision, il apparaît dans des téléfilms (notamment, une nouvelle adaptation de Harvey pré-cité - le même rôle - en 1972) et séries (La Quatrième Dimension, Les Jours heureux, Mannix, etc), de 1954 à 1996.

## Filmographie partielle

### Au cinéma
- 1947 : Le Carrefour de la mort (Kiss of Death) (non crédité) d'Henry Hathaway
- 1947 : Le Mur invisible (Gentleman's Agreement) (non crédité) d'Elia Kazan
- 1950 : Harvey d'Henry Koster
- 1951 : Une vedette disparaît (Callaway Went Thataway) de Melvin Frank et Norman Panama
- 1951 : Mort d'un commis voyageur (Death of a Salesman) de László Benedek
- 1951 : Katie Did It de Frederick de Cordova
- 1951 : Bedtime for Bonzo de Frederick De Cordova
- 1952 : La Première Sirène (Million Dollar Mermaid) de Mervyn LeRoy
- 1952 : La Jeune Fille en blanc (The Girl in White) de John Sturges
- 1954 : L'Éternel féminin (Forever female) d'Irving Rapper
- 1954 : Les Bas-fonds d'Hawaï (Hell's Half Acre), de John H. Auer
- 1954 : Témoin de ce meurtre (Witness to Murder) de Roy Rowland
- 1955 : Pour que vivent les hommes (Not as a Stranger) de Stanley Kramer
- 1956 : Infamie (The Come On) de Russell Birdwell
- 1956 : Rira bien (He laughed Last) de Blake Edwards
- 1956 : Les Échappés du néant (Back from Eternity) de John Farrow
- 1956 : La Mauvaise Graine (The Bad Seed) de Mervyn LeRoy
- 1957 : La Femme modèle (Designing Woman) de Vincente Minnelli
- 1958 : La Fureur d'aimer (Marjorie Morningstar) d'Irving Rapper
- 1960 : La Chute d'un caïd (The Rise and Fall of Legs Diamond) de Budd Boetticher
- 1961 : Three Blondes in His Life (en) de Leon Chooluck
- 1961 : La Doublure du général (On the Double) de Melville Shavelson
- 1962 : L'École des jeunes mariés (Period of Adjustment) de George Roy Hill
- 1963 : Un monde fou, fou, fou, fou (It's a Mad Mad Mad Mad World) de Stanley Kramer
- 1964 : La Maison de madame Adler (A House Is Not a Home) de Russell Rouse
- 1964 : Pajama Party de Don Weis
- 1965 : Chère Brigitte (Dear Brigitte) d'Henry Koster
- 1967 : Trois fantômes à la plage (The Spirit is willing) de William Castle
- 1971 : Bless the Beasts and Children de Stanley Kramer
- 1978 : Le Chat qui vient de l'espace (The Cat from Outer Space) de Norman Tokar
- 1986 : Monster in the Closet de Bob Dahlin
- 1993 : Panic sur Florida Beach (Matinee) de Joe Dante

### À la télévision
Séries, sauf mention contraire
- 1954-1956 : Private Secretary : 'Cagey' Calhoun (7 épisodes)
- Première série Perry Mason :
  - 1958 : The Case of the Married Moonlighter (saison 2, épisode 7)
  - 1962 : The Case of the Melancholy Marksman (saison 5, épisode 24) ; The Case of the Polka-dot Pony (saison 6, épisode 12)
  - 1965 : The Case of the Gambling Lady de Richard Donner (saison 8, épisode 26) ; The Case of the Fatal Fortune (saison 9, épisode 2)
- La Quatrième Dimension (The Twilight Zone) :
  - 1961 : Il était une fois (Once upon a Time) de Norman Z. McLeod (saison 3, épisode 13)
  - 1962 : L'Ange gardien (Cavender is coming) de Christian Nyby (saison 3, épisode 36)
- 1964 : The Saga of Muley Jones de John Florea (Bonanza, saison 5, épisode 26)
- 1964 : La Fille part en vacances (Wednesday leaves Home) de Sidney Lanfield (La Famille Addams - The Addams Family -, saison 1, épisode 10)
- 1966 : Les Mystères de l'Ouest (The Wild Wild West), (série TV) - Saison 1 épisode 20, La Nuit de l'Attentat (The Night of the Whirring Death), de Mark Rydell : Governor Lewis
- 1971 : Nightshade de Reza Badiyi (Mannix, saison 5, épisode 15)
- 1972 : Harvey, téléfilm de Fielder Cook
- 1975 : Richie disc-jockey (Richie's Flip Side) (Les Jours heureux - Happy Days -, saison 2, épisode 21)
- 1982 : Joyeux Noël (A Christmas Hart) (Pour l'amour du risque - Hart to Hart -, saison 4, épisode 10)
- 1990 : Le Testament de Harry (Harry's Will) (MacGyver, saison 6, épisode 7)
- 1996 : En voiture et Dérapages (The Cadillac, Parts I & II) (Seinfeld, saison 7, épisodes 14 et 15)

## Théâtre (à Broadway)
- 1943 : Sons and Soldiers, pièce d'Irwin Shaw, mise en scène de Max Reinhardt, avec Karl Malden, Gregory Peck, Millard Mitchell
- 1943 : My Dear Public, comédie musicale, musique et lyrics d'Irving Caesar, Samuel M. Lerner et Gerald Marks
- 1944 : La Belle Hélène (Helen goes to Troy), opérette, musique de Jacques Offenbach, livret d'Henri Meilhac et Ludovic Halévy, adaptation de Gottfried Reinhardt et John Meehan Jr., nouveaux lyrics d'Herbert Baker, chorégraphie de Léonide Massine, avec Jarmila Novotná, Ernest Truex
- 1944-1949 : Harvey, pièce de Mary Chase, avec Frank Fay, Robert Gist, Josephine Hull
- 1947-1948 : The Craddle Will Rock, comédie musicale, musique, livret et lyrics de Marc Blitzstein, mise en scène d'Howard Da Silva, avec Alfred Drake
- 1948-1949 : Les Mains sales (Red Gloves), pièce de Jean-Paul Sartre, adaptation de Daniel Taradash, avec Charles Boyer
- 1965 : Kelly, comédie musicale, musique de Moose Charlap, lyrics et livret d'Eddie Lawrence, mise en scène et chorégraphie d'Herbert Ross, avec Mickey Shaughnessy
- 1969-1970 : The Front Page, pièce de Ben Hecht et Charles MacArthur, avec Robert Ryan
- 1970 : Harvey, reprise de la pièce pré-citée, avec James Stewart, Helen Hayes